# ルス駅

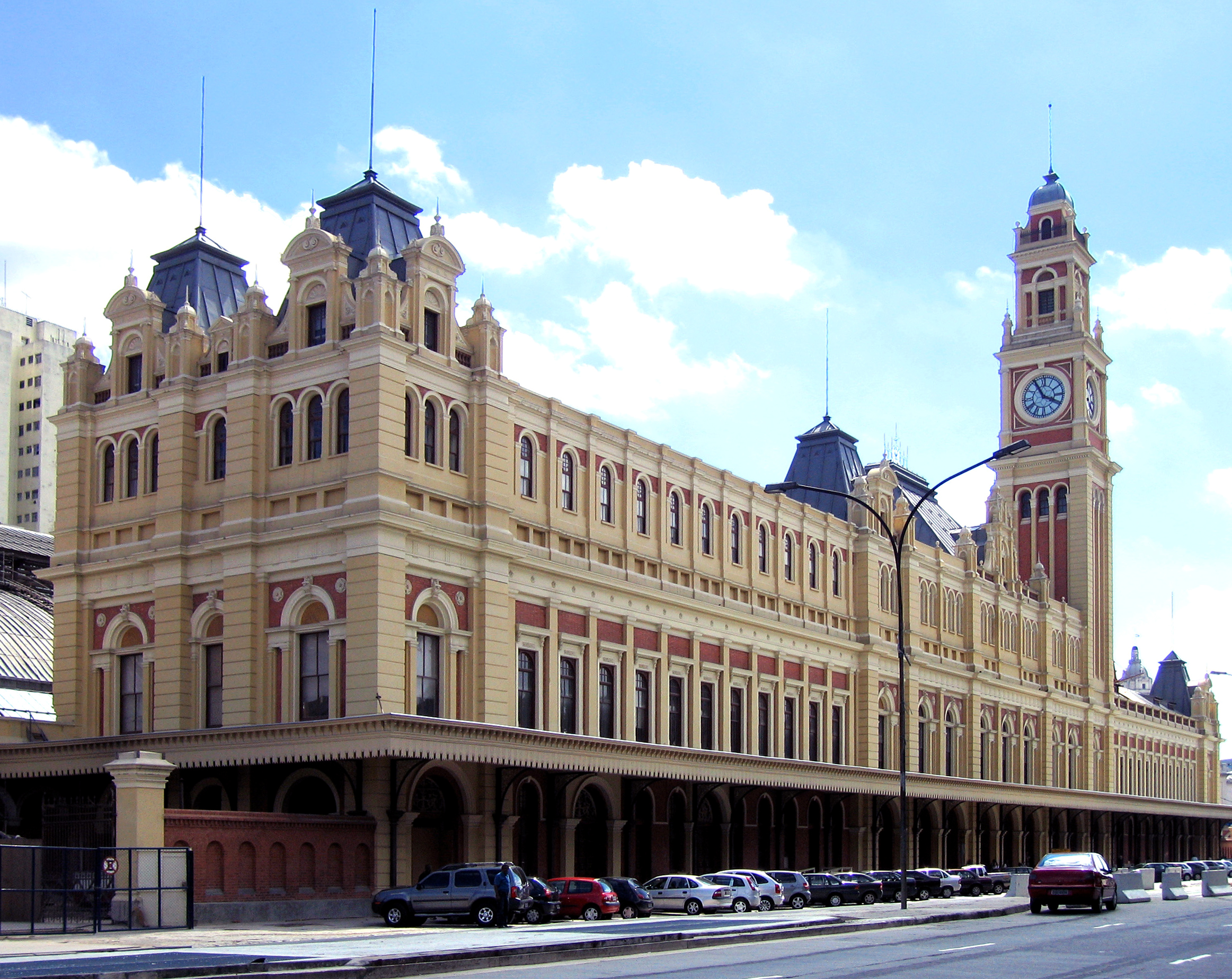
ルス駅外観

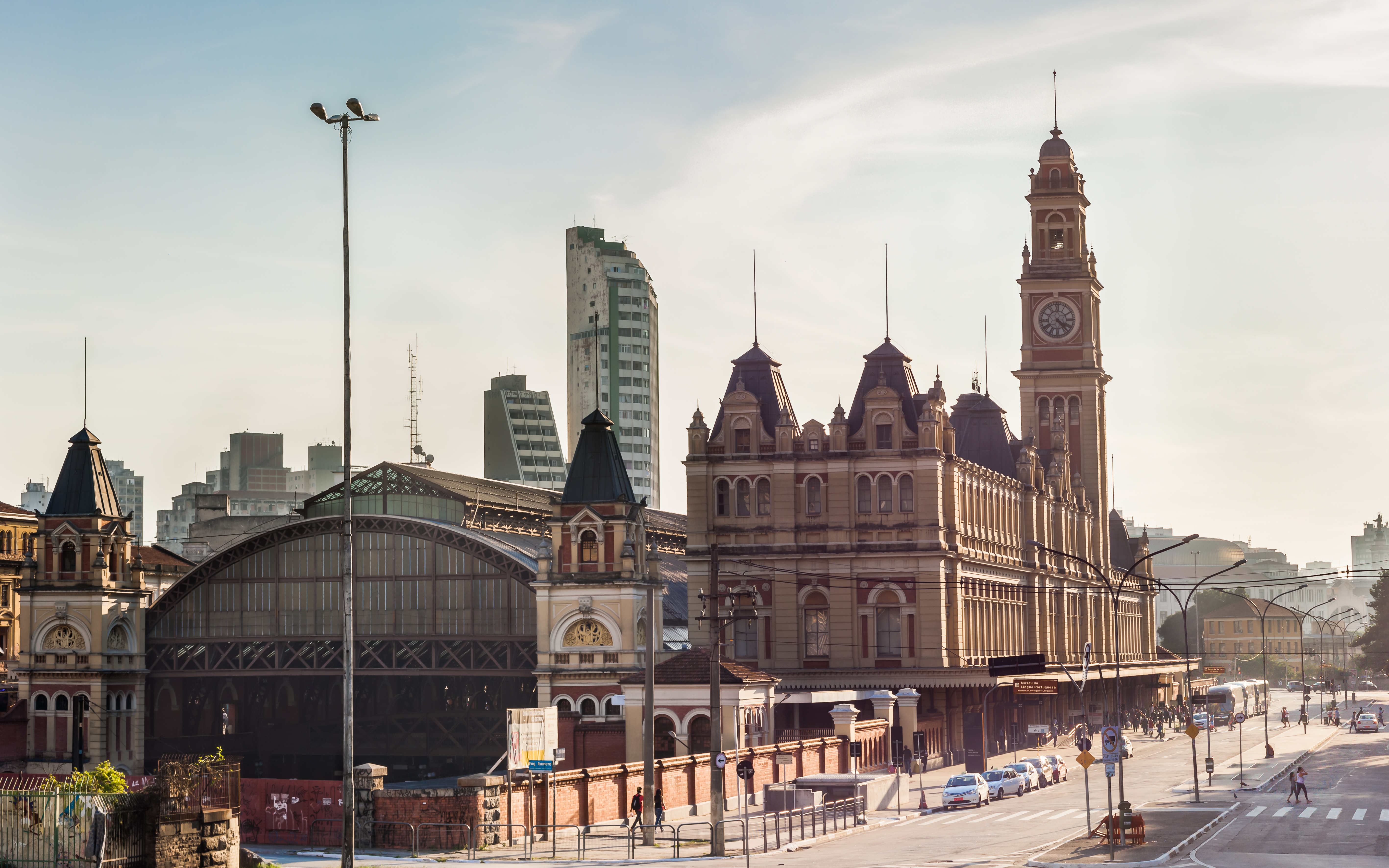
ルス駅外観。2015年

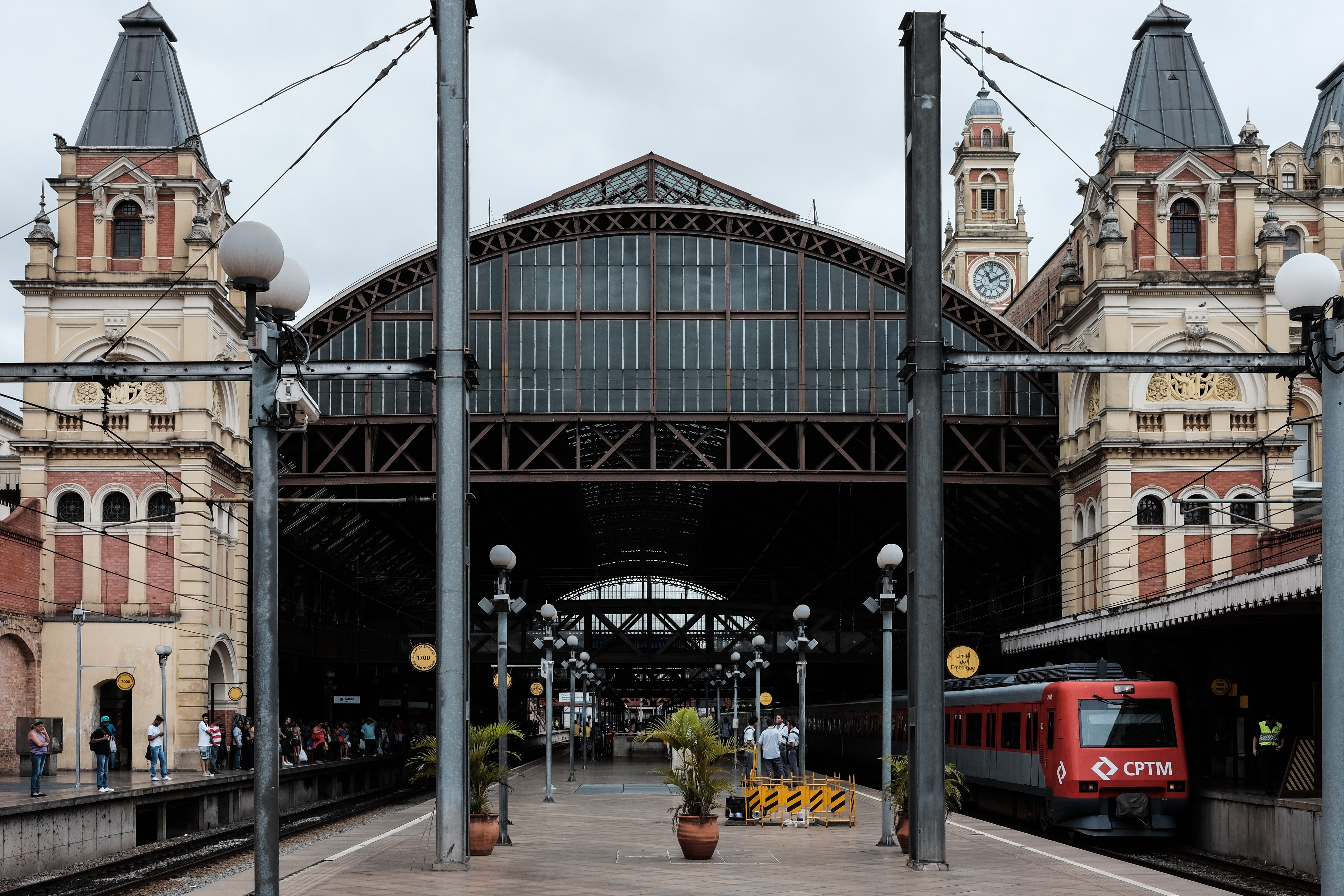
ルス駅

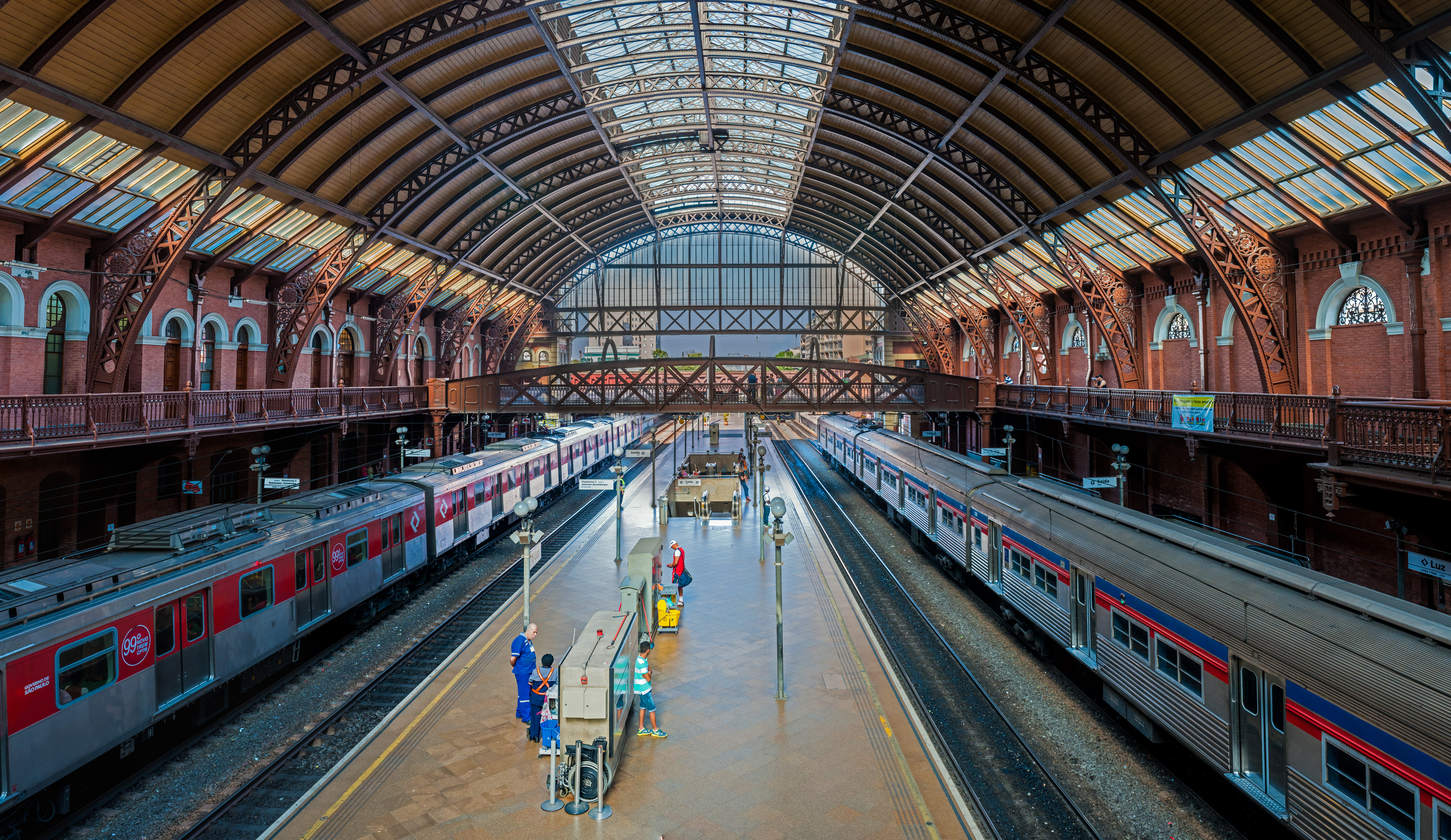
ルス駅構内

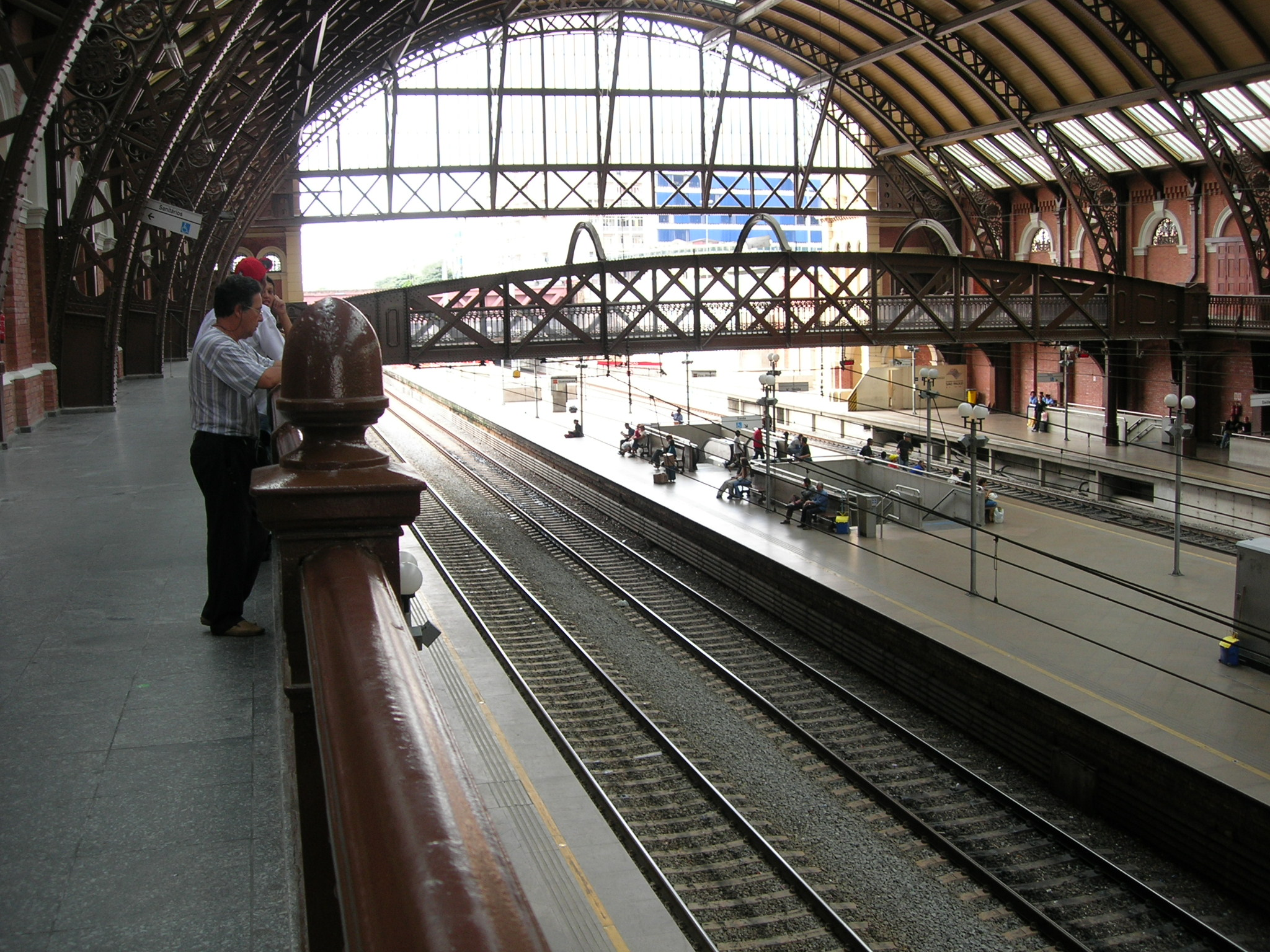
ルス駅構内

ルス駅（Estação da Luz）は、ブラジルのサンパウロ市内にある鉄道のターミナル駅。サンパウロ都市圏鉄道会社（CPTM）が運営し、市内の地下鉄や近郊線が接続する主要駅としてだけでなく、コーヒー貿易で栄えたサンパウロ市を象徴する歴史的建造物としても有名。ルスはポルトガル語で「光」の意。

## 歴史
1867年に、イギリスが経営するサンパウロ鉄道のサンパウロ駅として、ボタニカル公園の敷地の一部に建設された。当初は１階建てのシンプルな建物だったが、1901年に時計塔を持つネオクラシック様式の2階建に改築され、ルス駅に名称変更。設計はイギリス人建築家が手掛け、建物内にはホテルや事務所、店舗などが入り、英国様式の壮麗な外観やエレガントな内装からサンパウロ市の繁栄のシンポルとして愛された。
建設当時に約束されていた英国からブラジル政府への所有権の譲渡の日の前日である1946年の11月に、不審火による謎の出火があり、大部分が崩壊した。所有権引き渡しの契約書など、重要な書類も焼失した。多くの市民が落胆するなか、1951年に再建された。市内が見渡せる時計塔と、プラットフォームを覆う高さ25m、幅40m、長さ150mのドーム型の屋根が特徴で、現在も保存・利用されている。
サンパウロ市側と建造物保存派が対立するなか、再び大きな改築工事が行なわれ、2008年にサンパウロ市創立450周年記念の目玉事業としてリオープンした。ポルトガル語の役割をさまざまな形で紹介するポルトガル語博物館も併設された。

## 日系移民の玄関口として
日本人のブラジル移民は船でサントスに到着し、汽車に乗って急勾配のインクラインを通過し、まずルス駅に向かい、そこから各地へ散っていった。そのため当駅は日系移民にとってブラジル定住の第一歩となる思い出の場所であった。日本人に限らず多くの移民が同じルートを辿り、また現在もターミナル駅としてポルトガル語のできない多くの外国人を迎えることから、それらのシンポルとして上述のポルトガル語博物館が当駅構内に設けられた。

## 現行の路線
CPTMの7、10、11号線のほか、地下鉄が乗り入れている。2016年に新しい都市間電車（Trem Intercidades）が建設される予定で、その主要駅候補とされている。